# Alfred Vogel

Alfred Vogel

Alfred Vogel, född 26 oktober 1902 i Aesch vid Basel, död 1 oktober 1996 i Feusisberg, var en schweizisk naturläkare, dietist och författare.
Mest känd som grundare av Bioforce AG 1963 som idag är verksamt över hela världen inom naturläkemedel och hälsokost med produkter som Herbamare och Echinaforce.

## Liv
Alfred Vogel föddes 1902 i Aesch, Basel i Schweiz. Han var yngst av fyra syskon. Som barn lärde han sig om medicinalväxter av sin pappa och sina far- och morföräldrar. Vid 21 års ålder flyttade han till Basel för att driva en hälsokostbutik. Han började att rådgiva sina kunder om naturens kraft, och även att bereda egna mediciner som han sålde till sina kunder. 1927 gifte han sig med Sophie Sommer; tillsammans fick de två döttrar. 1929 började han publicera sitt eget månadsmagasin Das Neue Leben (Det Nya Livet). Från och med 1941 fick det namnet A.Vogel Gesundheits-Nachrichten (A. Vogel Hälsonyheter).
1930 flyttade Vogel till Teufen i Appenzell. Han fortsatte att experimentera med örtmediciner, och gjorde upptäckten att färska örter var mer effektiva än torkade.

## Resor
Alfred Vogel hade ett stort intresse av att resa och besöka nya länder och möta nya kulturer. Han var särskilt intresserad av att träffa primitiva folk med nära band till naturen. Från 1950-talet och framåt, gjorde han omfattande resor genom Nord- och Sydamerika, Afrika, Australien, Nya Zeeland och Tasmanien.
På en av sina resor bodde han under en tid med Sioux-indianerna i USA. Han blev vän med deras medicinman Ben Black Elk, som undervisade honom i den indianska läkekonsten. När Vogel lämnade dem, gav Ben Black Elk honom en handfull echinaceafrön i avskedsgåva. Siouxerna hade känt till denna växt i generationer, och använde den som en allround-medicin: utvärtes för ormbett, sår och blåmärken och invärtes för att stärka immunförsvaret. Väl tillbaka i Schweiz började Vogel odla och experimentera med växten för att till slut skapa produkten Echinaforce.
1963 grundade Vogel Bioforce AG i Roggwill i Thurgau, Schweiz. Han var aktiv långt upp i åren, tills han avled 1996 i Feusisberg, 94 år gammal.